# Хэррисон, Майя
Майя Мари Хэррисон (англ. Mýa Marie Harrison; род. 10 октября 1979, Вашингтон), более известная как Майя (англ. Mýa) — американская певица, актриса, продюсер, танцовщица, хореограф, модель. Её дебютный альбом Mya, выпущенный Interscope Records в апреле 1998 года, был продан тиражом более 1 миллиона копий и стал платиновым в США.

## 1979—1998 годы. Ранняя жизнь и начало карьеры
Майя Харрисон родилась в Вашингтоне (округ Колумбия) в семье, где была одной из троих детей. Её отец Шерман был музыкантом и певцом, мать Тереза работала бухгалтером. Она выросла в пригороде Вашингтона в штате Мэриленд с двумя младшими братьями Чезом и Найджелом. В детстве она подражала Майклу Джексону в сапогах своей матери на высоком каблуке, используя ложку в качестве микрофона. Майя начала заниматься балетом в 1982 году, когда ей было всего два года, а джазом и степом — в четыре. Майя брала уроки скрипки в детстве, но танцы были её основной деятельностью после школы. На некоторое время она потеряла к этому интерес, её влечение ослабло примерно в возрасте 10 лет, но в возрасте 12 лет оно возродилось. Её навыки чечетки привели к возможности учиться у одного из самых известных танцоров чечетки в стране, Савиона Гловера из танцевального театра Гарлема, когда он приехал в Вашингтон на семинар. Позже Гловер выбрал Майю для сольного выступления в Центре Кеннеди.
В детстве Майе иногда приходилось терпеть замечания по поводу её этнического происхождения, но её достижения в качестве танцовщицы помогли ей перейти в подростковый возраст и справиться с давлением сверстников. К 15 годам музыкальная сторона Майи взяла верх, и её отец, профессиональный музыкант, помог ей усовершенствовать вокальные способности. Когда отец понял, что Майя серьёзно относится к музыкальной карьере, он начал ходить по магазинам с её демо-кассетой и смог в конце концов заинтересовать президента и CEO University Music Entertainment Аблула Хакка Ислама.
После окончания средней школы имени Элеоноры Рузвельт в Гринбелте (Мэриленд) в 16 лет Майя провела несколько занятий в Мэрилендском университете в Колледж-Парке, но главным было работа на студии звукозаписи.

## Личная жизнь
14 февраля 2020 года Майя сообщила, что недавно вышла замуж.

## Дискография
- Mya (1998)
- Fear of Flying (2000)
- Moodring (2003)
- Liberation (2007)
- Sugar & Spice (2008)
- K.I.S.S. (Keep It Sexy & Simple) (2011)
- Smoove Jones (2016)
- T.K.O. (The Knock Out) (2018)

## Фильмография
| Год  |    | Русское название                      | Оригинальное название                 | Роль              |
| ---- | -- | ------------------------------------- | ------------------------------------- | ----------------- |
| 1999 | ф  | На дне бездны                         | In Too Deep                           | Лоретта           |
| 2002 | ф  | Чикаго                                | Chicago                               | Мона              |
| 2004 | ф  | Грязные танцы 2: Гаванские ночи       | Dirty Dancing: Havana Nights          | Лола Мартинес     |
| 2004 | ф  | Давайте потанцуем                     | Shall We Dance?                       | невеста Верна     |
| 2004 | ки | James Bond 007: Everything or Nothing | James Bond 007: Everything or Nothing | Майя Старлинг     |
| 2005 | ф  | Оборотни                              | Cursed                                | Дженни Тэйт       |
| 2006 | ф  | Кардиолог                             | The Heart Specialist                  | Валери            |
| 2008 | ф  | Под прикрытием                        | Cover                                 | Синда             |
| 2008 | ф  | Любовь для распродажи                 | Love for Sale                         | Кейли             |
| 2010 | ф  | Пентхаус                              | The Penthouse                         | Митра             |
| 2014 | ф  | Бермудские щупальца                   | Bermuda Tentacles                     | лейтенант Пламбер |
| 2023 | ф  | Домашняя вечеринка                    | House Party                           | играет себя       |